# 1182 Ілона
1182 Ілона (1182 Ilona) — астероїд головного поясу, відкритий 3 березня 1927 року.
Тіссеранів параметр щодо Юпітера — 3,594.